# Triband

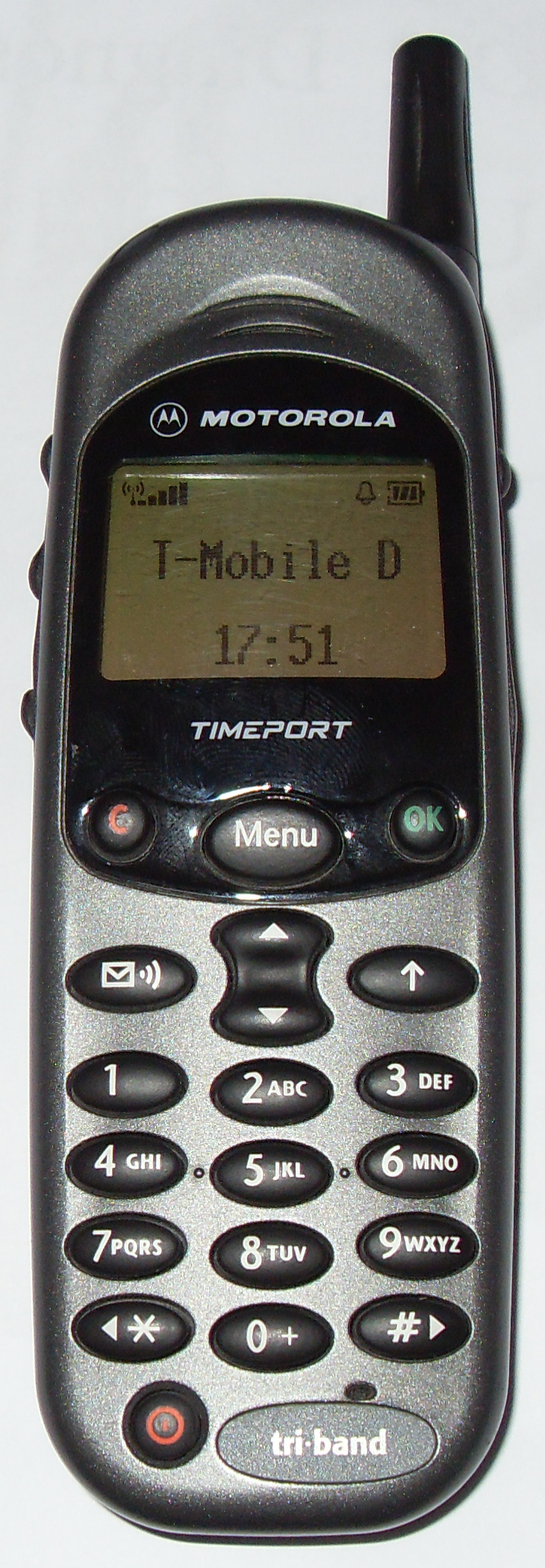
Motorola Timeport, das erste Triband-Mobiltelefon

Die Bezeichnung Triband bei Mobiltelefonen bedeutet, dass sie auf drei unterschiedlichen Frequenzbändern senden und empfangen können. In den meisten Fällen unterstützen solche Mobiltelefone die Bänder 900, 1800 und 1900 MHz. Das erste Triband-Mobiltelefon weltweit war das Motorola Timeport, das im Jahr 1999 auf den Markt kam.
In Europa verwenden die Netzbetreiber zwei Frequenzbänder, das 900-MHz-Band und das 1800-MHz-Band. Damit ein Mobiltelefon in beiden Frequenzbändern benutzt werden kann, muss es dementsprechend mindestens über Dualband-Fähigkeiten verfügen. Außer in Europa funktionieren Dualband-Mobiltelefone 900/1800 MHz auch in weiten Teilen von Afrika und der Asien-/ Pazifikregion, da dort dasselbe Frequenzspektrum verwendet wird.
Auf dem amerikanischen Kontinent verwenden die meisten Netzbetreiber das 1900-MHz-Band. Um hier telefonieren zu können, braucht das Telefon ebenfalls Unterstützung für dieses Frequenzband. Zunehmend nutzen die Betreiber dort auch das sogenannte 850-MHz-Band. US-Mobiltelefone sind deshalb heute oft als Dualband-Handys mit 850/1900 MHz ausgelegt.
Für weltweiten Zugang zu GSM-Netzen ist ein Mobiltelefon, das alle vier Frequenzbänder verwenden kann (Quadband), erforderlich.
In Japan wurde mit Personal Digital Cellular auf ein digitales Mobilfunknetz gesetzt, welches wiederum andere Frequenzbänder benutzte.